# Il figlio di Spartacus
Il figlio di Spartacus è un film del 1962 diretto da Sergio Corbucci. Peplum con protagonisti Steve Reeves e Gianna Maria Canale, il film è un sequel non ufficiale di Spartacus (1960) in quanto include una menzione del personaggio di Varinia, creato appositamente per il romanzo su cui tale film si basa.

## Trama
Durante la spedizione in Egitto, Giulio Cesare manda in Asia minore il centurione Rando che, dopo aver scoperto di essere figlio di Spartaco, guida gli schiavi ribelli contro Marco Licinio Crasso, uccisore di suo padre.